# 巴里特·阿松巴隆加
畢列·居迪斯·艾桑巴朗加（英語：Britt Curtis Assombalonga，1992年12月6日—）是一名在薩伊出生的剛果-法国足球員，場上司職正前鋒，出身沃特福德青訓系統，成名於彼德堡，現效力於土耳其足球超级联赛球會Antalyaspor。剛果民主共和國國家足球隊成員。

## 生平

### 早年
艾桑巴朗加在薩伊金夏沙出生，於僅8個月便隨從家人移居英國倫敦。他在卡姆登區的瑞士小屋區（Swiss Cottage）成長，就讀於怀特菲尔德学校（Whitefield school）。他的父親是前薩伊國腳费奥多尔·阿松巴隆加（Fedor Assombalonga）。

### 球會
屈福特
艾桑巴朗加在沃特福德開展足球事業，透過赫茲伍德學院（Hertswood Academy）和屈福特合辦的足球優材計劃「IMPACT」，於2010年以17歲之齡簽約成為青年球員。作為青年隊成員的首個完整球季，艾桑巴朗加成為球隊的次席射手，並協助球隊晉級英格蘭足總青年盃半準決賽。期間曾多次代表屈福特的預備隊上陣，於季後獲屈福特提供一份為期一年的職業球員合約作為出色表現的回報，更於季未最後兩場對普雷斯頓和女王公园巡游者的聯賽獲選為一隊沒有上陣的後補球員。
艾桑巴朗加最終在2012年3月17日於0-0賽和高雲地利首次代表一隊上陣，使他成為第50名為一隊上陣的屈福特足球學院畢業生。
為汲取上陣經驗，艾桑巴朗加和隊友康納·史密夫（Connor Smith）於2011年11月獲外借到石威德。12月3日他為石威德於聯賽對陣協和流浪（Concord Rangers）取得首個入球，並於2012年1月4日獲球隊延長借用一個月。借用期滿後返回母會，期間為石威德上陣16場射入11球。
重返屈福特後僅數天，艾桑巴朗加再被外借到布倫特里一個月，同日並與球會續約多一年。他代表布倫特里對林肯城賽和3-3的首秀悲喜交集，他於射入加盟後首球為球隊領先3-2後，因接獲第二面黃牌而被驅逐離場。於停賽1場後，艾桑巴朗加再為布倫特里上陣多4場及射入4球，便被母會召回加入一隊陣內。
2012/13年球季季初，艾桑巴朗加再次被屈福特外借，今次之目的地是英乙球會修安聯，初步為期一個月。2012年8月25日，他在3-3賽和北安普顿射入加盟後首球，再於接下來4場射入5球，包括在9月7日3-1擊敗达根汉姆一仗梅開二度。於1個月借用期即將屆滿，修安聯延長借用至2013年1月3日；再於12月再延長借用至球季結束。艾桑巴朗加成為修安聯一隊的絕對主力後，他成為球隊該季的神射手，合共射入15球。他代表修安聯在英格蘭聯賽錦標決賽上陣對克魯，但以0-2不敵敗陣而回。
彼德堡
2013年7月31日，英甲球會彼德堡以破球會轉會費紀錄從屈福特羅致艾桑巴朗加，簽約四年，金額雖然沒有透露，但獲確認遠比舊有紀錄的110萬英鎊為高。他獲發9號球衣。於新球季揭幕日，艾桑巴朗加在處子戰射入奠勝球，以1-0擊敗斯温登；2014年3月30日，他連續兩年在英格蘭聯賽錦標決賽上陣，並射入一球十二碼，在溫布萊球場協助彼德堡以3-1擊敗車士打菲特，獲得個人首面冠軍獎牌。
諾定咸森林
2014年8月6日，艾桑巴朗加轉投英冠球會諾定咸森林，轉會費沒有透露，簽約五年，據報身價約為500萬英鎊左右，按出場次數可以增加至800萬英鎊，當中出身母會沃特福德可以取得50%的分紅，使他成為森林最貴價購入的球員，超越1997年球會支付450萬英鎊給些路迪用以羅致荷蘭前鋒范霍伊东克的舊紀錄。
於加盟後僅12日，艾桑巴朗加在马克龙球场對博尔顿梅開二度，射入加盟後的首兩個入球；接下來的兩場比賽各入1球，分別為對伯恩茅斯和雷丁；他亦在首場「東密德蘭打吡」（East Midlands derby）取得入球，於對德比郡首開記錄。9月17日主場5-3擊敗富勒姆，艾桑巴朗加取得個人首個帽子戲法；他然後在第二場「東密德蘭打吡」再次入球，為森林扳平，最後球隊在iPro體育場取得2-1的勝利。
2015年2月21日，森林3-0擊敗威根，艾桑巴朗加於一次射門中膝蓋遭受重創，接受手術後，估計他需要缺席長達12個月，但他仍以15個入球成為球隊首席射手。

### 國家隊
艾桑巴朗加有資格代表英格蘭或剛果民主共和國參加國際賽。2014年8月他入選剛果民主共和國的37人初選名單，參賽2015年非洲國家盃外圍賽分組賽， 但最後因傷退賽。

## 榮譽

### 球會
彼德堡
- 英格蘭聯賽錦標
  - 冠軍：2013/14年；

### 個人
- PFA英甲年度最佳陣容
  - 2013/14年；

## 外部連結
- 足球数据库：巴里特·阿松巴隆加的球员统计数据